# Lista regiunilor din Australia de Sud

## Regiunile rurale a metropoleiAdelaide
- Orașul Adelaide
- Orașul Burnside
- City of Campbelltown
- Orașul Charles Sturt
- Orașul Gawler
- Orașul Holdfast Bay
- Orașul Marion
- Orașul Mitcham
- Orașul Norwood Payneham St Peters
- Orașul Onkaparinga
- Orașul Playford
- Orașul Port Adelaide Enfield
- Orașul Prospect
- Orașul Salisbury
- Orașul Tea Tree Gully
- Orașul Unley
- Orașul Walkerville
- Orașul West Torrens

## Regiunile urbane a metropolei Adelaide
- Adelaide Hills Council
- District Council of Alexandrina
- The Barossa Council
- District Council of Barunga West
- District Council of Berri and Barmera
- District Council of Ceduna
- District Council of Clare and Gilbert Valleys
- District Council of Cleve
- District Council of Coober Pedy
- District Council of the Copper Coast
- District Council of Elliston
- Flinders Ranges Council
- District Council of Franklin Harbour
- Regional Council of Goyder
- District Council of Grant
- Kangaroo Island Council
- District Council of Karoonda East Murray
- District Council of Kimba
- Kingston District Council
- District Council of Le Hunte
- Light Regional Council
- District Council of Lower Eyre Peninsula
- District Council of Loxton Waikerie
- District Council of Mallala
- Mid Murray Council
- District Council of Mount Barker
- City of Mount Gambier
- District Council of Mount Remarkable
- Rural City of Murray Bridge
- Naracoorte Lucindale Council
- District Council of Northern Areas
- District Council of Orroroo Carrieton
- District Council of Peterborough
- City of Port Augusta
- City of Port Lincoln
- Port Pirie Regional Council
- Renmark Paringa Council
- District Council of Robe
- Municipal Council of Roxby Downs
- District Council of Southern Mallee
- District Council of Streaky Bay
- Tatiara District Council
- The Coorong District Council
- District Council of Tumby Bay
- City of Victor Harbor
- Wakefield Regional Council
- Wattle Range Council
- City of Whyalla
- District Council of Yankalilla
- District Council of Yorke Peninsula

## Comunități aborigene
- Anangu Pitjantjatjara Yankunytjatjara
- Gerard
- Maralinga Tjarutja
- Nepabunna
- Yalata